# Bob Verbeeck
Robert (Bob) Verbeeck (Tessenderlo, 5 augustus 1960) is een voormalige Belgische atleet, die zich had toegelegd op de middellange en lange afstanden. In 1985 werd Bob Verbeeck Europees indoorkampioen op de 3000 m. In Piraeus versloeg hij Thomas Wessinghage in een tijd van 8.10,84. Hij nam eenmaal deel aan de Olympische Spelen. Momenteel is hij CEO van het sport-, media- en entertainmentbedrijf Golazo.

## Biografie

### Sportief
Verbeeck kreeg dankzij zijn goede prestaties op achttienjarige leeftijd een vierjarige studiebeurs aangeboden aan de Iowa State University (ISU) in de Verenigde Staten. Hij liep er voor de Cyclones, het team van de ISU. Hij was de eerste atleet aan de ISU die de mijl in minder dan vier minuten liep (zijn tijd van 3.57,98 is het schoolrecord). In 1984 werd hij kampioen van de NCAA op de 1500 m in 3.52,85. In 1984 werd hij uitgeroepen tot Iowa State Male Athlete of the Year. In 2003 werd hij opgenomen in de Hall of Fame van de Iowa State University.
Verbeeck werd in 1984 geselecteerd voor de Olympische Spelen in Los Angeles, waar hij aantrad op de 5000 m. In de eerste ronde werd hij vijfde in zijn reeks en met zijn tijd van 13.46,27 kwalificeerde hij zich voor de halve finale. Daarin werd hij dertiende in 13.46,02, wat niet voldoende was om de finale te halen.
In 1985 werd Bob Verbeeck Europees indoorkampioen op de 3000 m. In Piraeus versloeg hij Thomas Wessinghage in een tijd van 8.10,84.
Zijn persoonlijk record op de 5000 m dateert uit 1984 en is 13.24,73.

### Zakelijk
Bob Verbeeck studeerde economische wetenschappen aan de Iowa State University. Hij studeerde af in 1984, verkreeg toen een postgraduaatbeurs en behaalde in 1989 een MBA. Hij keerde dan terug naar België en richtte in 1990 het sportmarketingbedrijf Consultants In Sports (CIS) op. In 2000 nam het Amerikaanse Octagon een meerderheidsparticipatie in dit bedrijf, dat toen Octagon CIS werd. Octagon is een afdeling van de Interpublic Group (IPG). In 2002 werd IPG voor 100% eigenaar van Octagon CIS. Octagon CIS organiseerde onder meer het WTA-toernooi van Antwerpen waar Bob Verbeeck toernooidirecteur van was.
In 2007 kocht Verbeeck de firma terug over van IPG. Dat maakte het mogelijk om de activiteiten te verruimen en op 1 januari 2008 werd de naam veranderd in Golazo Sports, Media, Entertainment. Golazo is gevestigd in Paal (Beringen) en is internationaal actief, met onder meer een kantoor in Kenia.
Activiteiten van Golazo zijn o.a. de organisatie van sportevenementen, zowel topsport- (Memorial Van Damme, Eneco Tour, zesdaagses van Gent en Hasselt, GvA Trofee Veldrijden...) als recreatieve evenementen (stratenlopen e.d.); management en begeleiden van atleten (onder andere Tia Hellebaut—die na haar atletiekcarrière bij Golazo ging werken--, Kim Clijsters, Sven Nys, Aagje Vanwalleghem, Marc Herremans, Kevin Rans wiens contract verbroken werd na een positieve dopingtest in maart 2009; Pamela Jelimo, Belal Mansoor Ali, Paul Kipsiele Koech, ...), en uiteenlopend advies en promotie op het gebied van sport, entertainment (onder meer met zanger Ozark Henry) en media (Golazo Media onderhoudt bijvoorbeeld de website van de Jupiler Pro League). Christophe Impens en Marc Corstjens zijn ook ex-atleten die voor Golazo werken.

## Kampioenschappen

### Internationale kampioenschappen
| Onderdeel | Titel                   | Jaar |
| --------- | ----------------------- | ---- |
| 3000 m    | Europees indoorkampioen | 1985 |
| 1500 m    | NCAA-kampioen           | 1984 |

### Belgische kampioenschappen
Outdoor
| Onderdeel | Jaar       |
| --------- | ---------- |
| 1500 m    | 1981, 1982 |

Indoor
| Onderdeel | Jaar |
| --------- | ---- |
| 3000 m    | 1981 |